# Časová pásma v Dánském království

Dánská území ve světě

Časová pásma v Dánském království zahrnují nejen čas v evropském Dánsku, ale i na jeho zámořských územích. Od nejvýchodnějšího cípu (Christiansø) k nejzápadnějšímu (Careyův ostrov) je rozdíl zeměpisných délek 88°12', což odpovídá časovému rozdílu 5,88 hodiny. Území není souvislé a platí zde sedm časových pásem. Sezónní změna času se aplikuje na většině území.

## Standardizovaný čas
Čas v Dánsku upravuje zákon 294 z 20. března 2023, který stanoví, že zákonným časem je UTC posunutý o +1 hodinu, přičemž se v něm výslovně uvádí, že neplatí pro Faerské ostrovy a Grónsko.
Na Faerských ostrovech platí greenwichský střední čas (GMT), neboli UTC±00:00.
V Grónsku je čas v souladu se zákonem o autonomii stanoven místním zákonem 31 z 25. listopadu 2022 jako UTC−02:00, který zmocňuje místní vládu stanovit ve vymezených oblastech čas jiný. Nařízení vlády vyjímá z této úpravy oblast Danmarkshavnu a obrannou zónu Pituffik. V Danmarkshavnu platí greenwichský střední čas po celý rok. V obranné zóně Pituffik je standardním časem UTC−04:00.

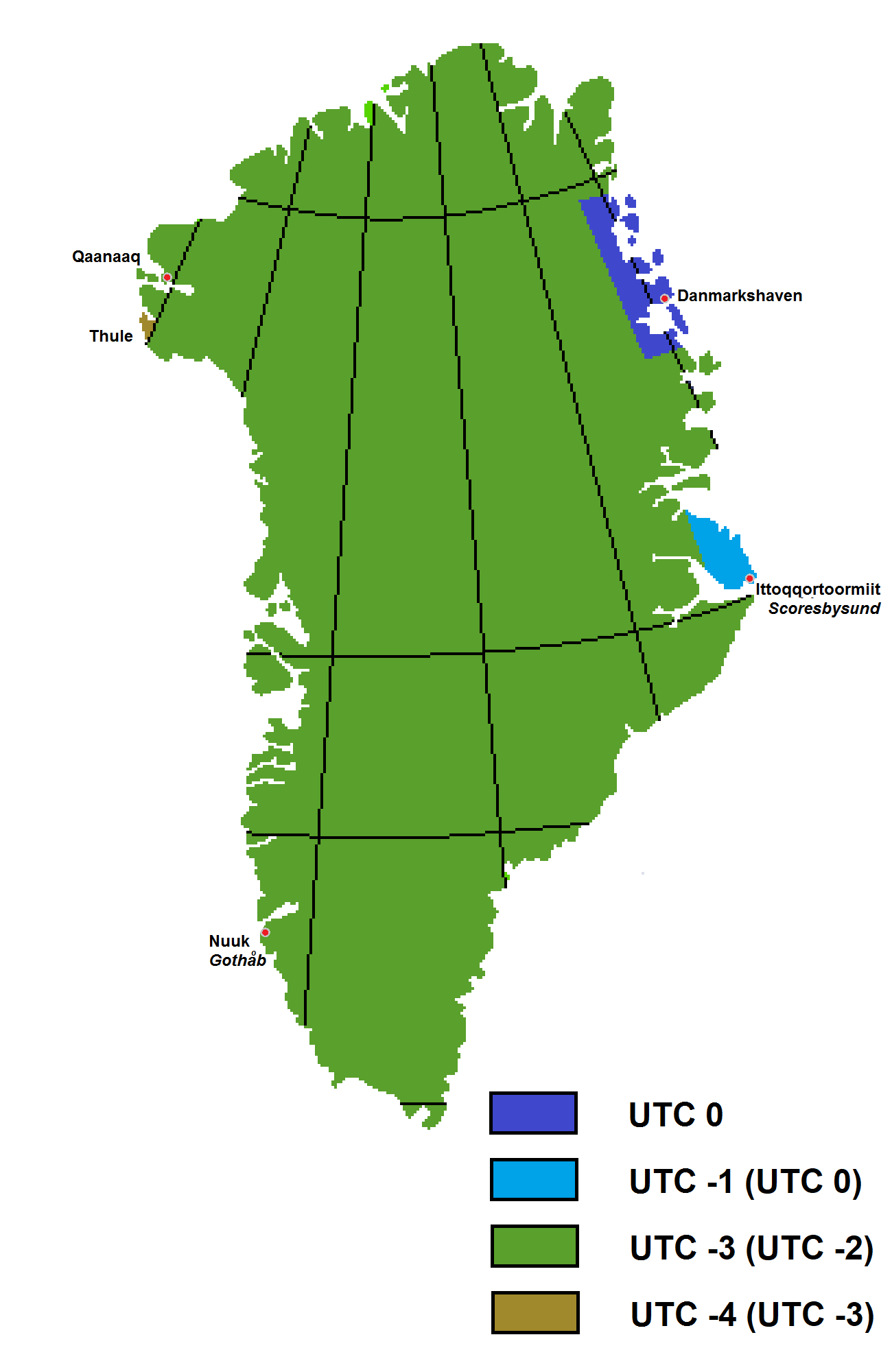
Platnost času v Grónsku (v závorce je uvedena hodnota letního času)

Přehled území Dánského království a na nich standardizovaných časů je v tabulce níže.
| Území           | Území                                                           | Standardní čas | Letní čas    |
| --------------- | --------------------------------------------------------------- | -------------- | ------------ |
| Grónsko         | Pituffik a letecká základna Thule                               | UTC−04:00      | UTC−03:00    |
| Grónsko         | rozhodující část území                                          | UTC−02:00      | UTC−01:00    |
| Grónsko         | území v okolí Ittoqqortoormiitu, včetně letiště Neerlerit Inaat | UTC−01:00      | UTC±00:00    |
| Grónsko         | okolí Danmarkshavnu                                             | UTC±00:00      | není zaveden |
| Faerské ostrovy | Faerské ostrovy                                                 | UTC±00:00      | UTC+01:00    |
| Dánsko          | Dánsko                                                          | UTC+01:00      | UTC+02:00    |

### Hranice
Hranice mezi zónami jsou s výjimkou Grónska přirozené, protože vedou mořem. V Grónsku hranice neodpovídají hranicím tamějších administrativních celků a ani nejsou jasně definovány, pouze jako sídla, aniž by bylo jejich okolí blíže určeno.

### Sezónní změna času
Letní čas je zaveden zákonem 223 z 24. dubna 1974 a platí v době, která je definována vyhláškou 858 z 26. září 2000 a směrnicí Evropské unie 2000/84/ES ze dne 19. ledna 2001 poslední březnovou neděli, kdy se ve 2 hodiny posouvá čas o jednu hodinu dopředu, a návrat poslední říjnovou neděli, kdy se ve 2 hodiny posouvá čas o jednu hodinu zpět.
Na Faerských ostrovech je letní čas zaveden zákonem 66 z 21. května 1980 a sezónu, po kterou platí, určuje místní vláda; je zkoordinována s letním časem v Evropské unii.
V Grónsku je k zavedení letního času zmocněna místní vláda. V roce 2023 nebyl letní čas zaveden a ke změně z UTC−03:00 na UTC−02:00 došlo na základě změny standardního času. Očekává se, že bude zaveden v roce 2024 ve stejném období jako stanovuje směrnice Evropské unie 2000/84. V obranné zóně Pituffik stanovuje přechod na letní čas její velitel tak, aby byl totožný se změnou času v USA.

## Historie
Standardizace času v Dánsku započala v roce 1858, kdy bylo rozhodnuto používat kodaňský místní čas (GMT+0:50:20) jako čas na železnici. V celém státě byl tento čas zaveden jednotně až o 22 let později a nahradil řadu starších a poměrně rozmanitých místních časů, které byly obvykle nepřesné a počítaly se podle toho, kdy bylo slunce na vrcholu oblohy nad každou lokalitou. Na středoevropský čas se přešlo 1. ledna 1890. Tento čas se v Dánsku nazývá Dansk normaltid (DNT). Čas v Dánsku po dlouhá léta upravoval zákon 83 z 29. března 1893, který stanovil, že zákonným časem je střední sluneční čas odpovídající 15. poledníku východní délky, přičemž se v něm uvádělo, že neplatí pro Faerské ostrovy. Na Faerských ostrovech byl čas standardizován až od 11. ledna 1908 jako totožný s greenwichským středním časem (GMT). V Grónsku byl standardní čas zaveden 28. července 1916 hodnotou GMT-3:00.
Letní čas byl v Dánsku několikrát zaveden a zrušen. Poprvé to bylo v roce 1916, nicméně platil jen jednu sezónu. Znovu byl zaveden po německé okupaci 15. května 1940 a platil nepřetržitě až do 15. listopadu 1942. Poté se až do konce druhé světové války měnil podle pravidel Třetí říše. Po osvobození platil ještě po tři sezóny, přičemž doba platnosti byla od května do září, resp. později jen do srpna. V roce 1949 již nebyl zaveden. V souvislosti s výstavbou letecké základny Thule byl této oblasti od roku 1951 uplatňován atlantický čas UTC−04:00.
Právo znovu zavést letní čas dal vládě zákon 223 z roku 1974, přičemž poprvé se tak stalo až v roce 1980. Změna nastávala poslední březnovou neděli a končila poslední zářijovou neděli. Poprvé byl zaveden letní čas v Grónsku v roce 1980 a na Faerských ostrovech v létě 1981, a to se stejnou dobou platnosti jako v mateřské zemi. Se zavedením letního času v Grónsku se změnil standardní čas v Ittoqqortoormiitu z UTC−02:00 na UTC−01:00 a pro Danmarkshavn byla zavedena pravidla jako pro většinu území. Specifickou regulaci letního času přinesl v Grónsku zákon č. 14 z 19. října 1989. Od roku 1996 se oblast Danmarkshavnu vrátila k tradičnímu celoročnímu času UTC±00:00. Od roku 1997 je sezóna letního času určována směrnicemi Evropské unie, zprvu směrnicí 97/44/ES, a později směrnicí 2000/84/ES. Letní čas začal být v obranné zóně Pituffik používán až od roku 2000. V roce 2009 byl nařízeními grónské vlády stanoven standardní čas (dánsky grønlandsk normaltid) jako UTC−03:00 a letní čas oproti standardnímu času posunut o plus jednou hodinu, přičemž období jeho platnosti je stejné jako ve směrnici Evropské unie 2000/84.